# Franz Seidenschwan
Franz Seidenschwan (* 27. April 1954 in München) ist ein deutscher ehemaliger Schauspieler.

## Leben und Wirken
Seidenschwan hatte 1967/68 als 13-Jähriger seine erste Rolle in der 13-teiligen Fernsehserie Der Vater und sein Sohn. Nach einer Mechanikerlehre spielte er 1971 den jungen Humphrey van Weyden in dem Weihnachtsvierteiler Der Seewolf. Bei dem ZDF-Mehrteiler Zwei Jahre Ferien hatte er 1974 mit der Figur des Dick Sand die Hauptrolle.

## Filmografie (Auswahl)
- 1967: Der Vater und sein Sohn (Fernsehserie)
- 1970: Merkwürdige Geschichten (Fernsehserie, eine Folge)
- 1971: Der Seewolf (Fernsehmehrteiler)
- 1971: Der Kommissar ("Ein rätselhafter Mord")
- 1972: Hausfrauenreport, 3. Teil
- 1972: Lehrmädchen-Report
- 1974: Zwei Jahre Ferien (Fernsehmehrteiler)
- 1976: Achsensprung
- 1977: Tod oder Freiheit
- 1978: Späte Liebe
- 1978: Sachrang
- 1978: Die unsterblichen Methoden des Franz Josef Wanninger (Folge 55)
- 1979: Tatort: Maria im Elend
- 1977, 1982: Polizeiinspektion 1 (Fernsehserie, zwei Folgen)